# Andris Nelsons
Andris Nelsons OBE (Riga, 18 de novembre de 1978) és un director d'orquestra letó. Actualment és director musical de l'⁣Orquestra Simfònica de Boston i Gewandhauskapellmeister de l'⁣Orquestra Gewandhaus de Leipzig. Anteriorment va ser director musical de l'⁣Òpera Nacional de Letònia, director principal de la Nordwestdeutsche Philharmonie i director musical de l'⁣Orquestra Simfònica de la Ciutat de Birmingham.

## Primers anys de vida
Nelsons va néixer a Riga. La seva mare va fundar el primer conjunt de música antiga a Letònia, i el seu pare era director de cor, violoncel·lista i professor. A cinc anys, la seva mare i el seu padrastre (director de cor) el van portar a una representació del Tannhäuser de Wagner, que Nelsons descriu com una experiència profundament formativa: "...va tenir un efecte hipnòtic sobre mi. Em va aclaparar la música. Vaig plorar quan va morir Tannhäuser. Encara crec que va ser el més important que em va passar a la infància."
De jove, Nelsons va estudiar piano i va començar a tocar la trompeta a 12 anys. També cantava com a baix-baríton, amb un interès especial per la música antiga, en el conjunt de la seva mare. Va estudiar durant un estiu a la Dartington International Summer School amb Evelyn Tubb. Va treballar com a trompetista a l'orquestra de l'⁣Òpera Nacional de Letònia.

## Carrera com a director
Nelsons va estudiar direcció amb Alexander Titov a Sant Petersburg, Rússia, i va participar en classes magistrals de direcció amb Neeme Järvi, Roberto Carnevale i Jorma Panula. Va cridar l'atenció de Mariss Jansons quan va substituir d'emergència la secció de trompeta de la Filharmònica d'Oslo durant una gira amb l'orquestra. Nelsons va comptar amb Jansons com a mentor i va començar a dur a terme estudis amb ell el 2002.
El 2003, Nelsons va esdevenir director principal de l'⁣Òpera Nacional de Letònia. Va concloure el seu mandat després de quatre anys el 2007. El 2006, va esdevenir director principal de la Nordwestdeutsche Philharmonie de Herford, Alemanya, càrrec que va ocupar fins al final de la temporada 2008/09. La seva primera aparició com a director a la Metropolitan Opera va ser l'octubre del 2009, en una producció de Turandot. El juliol de 2010, Nelsons va debutar al Festival de Bayreuth, dirigint una nova producció de Lohengrin de Wagner a la funció inaugural del festival.

### Orquestra Simfònica de la Ciutat de Birmingham
Al Regne Unit, els primers treballs de Nelsons van incloure concerts d'estudi amb la BBC Philharmonic a Manchester, i el seu primer concert amb la BBC Philharmonic al Bridgewater Hall va ser el novembre de 2007. L'octubre de 2007, l'⁣Orquestra Simfònica de la Ciutat de Birmingham (CBSO) va nomenar Nelsons com el seu dotzè director principal i musical, a partir de la temporada 2008/09, amb un contracte inicial de tres anys. El nomenament va ser inusual, ja que Nelsons només havia dirigit la CBSO en un concert privat i en una sessió de gravació, sense cap compromís de concert públic, abans de ser nomenat per al càrrec. La seva primera aparició pública com a director amb la CBSO va ser l'11 de novembre de 2007 en un concert matinal, i la seva primera aparició en un concert de subscripció amb la CBSO va ser el març de 2008. El juliol de 2009, Nelsons va ampliar el seu contracte amb la CBSO per tres anys més, fins a la temporada 2013/14. L'agost de 2012, la CBSO va anunciar formalment la pròrroga del seu contracte fins a la temporada 2014/15, i després per a les temporades següents sobre la base d'una renovació anual. L'octubre de 2013, la CBSO va anunciar la finalització del mandat de Nelsons com a director musical després del final de la temporada 2014/15.

### Orquestra Simfònica de Boston
Als Estats Units, Nelsons va fer la seva primera aparició com a director convidat amb l'⁣Orquestra Simfònica de Boston (BSO) el març de 2011, com a substitut d'emergència de James Levine al Carnegie Hall. Posteriorment, va dirigir com a convidat la BSO al Festival de Música de Tanglewood el juliol de 2012, i va fer la seva primera aparició amb la BSO al Symphony Hall de Boston el gener de 2013. El maig de 2013, la BSO va nomenar Nelsons com el seu 15è director musical a partir de la temporada 2014/15. El seu contracte inicial era de 5 anys i estipulava de 8 a 10 setmanes d'aparicions programades durant el primer any del contracte i de 12 setmanes els anys següents.
Nelsons va ocupar el títol de director musical designat durant la temporada 2013/14. L'agost de 2015, la BSO va anunciar la pròrroga del contracte de Nelsons com a director musical fins a la temporada 2021/22 amb un nou contracte, per vuit anys, que substituïa el contracte inicial de cinc anys, i que també contenia una clàusula de renovació automàtica. L'octubre de 2020, la BSO va anunciar una nova extensió del contracte de Nelsons com a director musical fins a l'agost de 2025, amb una clàusula de renovació automàtica indefinida. El gener de 2024, la BSO va anunciar la conversió del contracte de Nelsons com a director musical en un contracte perenne rotatiu.

### Orquestra Gewandhaus de Leipzig
Nelson va ser el primer a dirigir com a convidat l'⁣Orquestra Gewandhaus de Leipzig el 2011. El setembre de 2015, l'orquestra va anunciar el nomenament de Nelsons com a proper Gewandhauskapellmeister, amb efecte a partir de la temporada 2017-2018, amb un contracte inicial de 5 temporades. L'octubre de 2020, l'orquestra va anunciar la pròrroga més recent del seu contracte com a Gewandhauskapellmeister fins al 31 de juliol de 2027.

### Historial de gravacions
Amb la CBSO, Nelsons ha enregistrat música de Piotr Ilitx Txaikovski, Richard Strauss, i Ígor Stravinski per al segell Orfeo. A part de la CBSO, Nelsons també ha gravat per al segell BR-Klassik i per al segell de l'⁣Orquestra Concertgebouw. També ha gravat comercialment amb l'Orquestra Simfònica de Boston per a Deutsche Grammophon, on els seus àlbums Under Stalin's Shadow, de la Simfonia núm. 10 de Xostakóvitx, van rebre un premi Grammy el 2015 a la millor interpretació orquestral i Shostakovich: Under Stalin's Shadow – Symphonies Nos. 5, 8 & 9, va rebre un premi Grammy el 2016 a la millor interpretació orquestral. El 2018 va rebre un altre premi Grammy a la millor interpretació orquestral per a Shostakovich: Simfonies núm. 4 i 11. El 2019, DG va publicar la completa de les simfonies de Beethoven amb Andris Nelsons i la Filharmònica de Viena (Wiener Philharmoniker).
El desembre de 2019 i el gener de 2020, Nelsons va dirigir per primera vegada el Concert de Cap d'Any de Viena amb l'Orquestra Filharmònica de Viena, on va interpretar el solo de trompeta al Postillon-Galopp de Hans Christian Lumbye, el primer director a interpretar un solo al Concert de Cap d'Any de Viena que no és violinista. La gravació d'aquest concert es va publicar comercialment a Sony Classical.

## Vida personal
Nelsons va estar casat amb la soprano letona Kristīne Opolais. Es van conèixer durant l’etapa de Nelsons a l’Òpera Nacional de Letònia, quan ella formava part del cor d’aquesta institució, i més tard es va convertir en solista. La parella es va casar el 2011. La seva filla, Adriana Anna, va néixer el 28 de desembre de 2011. La parella va anunciar el seu divorci el 27 de març de 2018. Nelsons es va tornar a casar a l’abril de 2019 amb Alice Heidler. Nelsons és practicant de Taekwondo des de fa anys, i va obtenir el cinturó negre el novembre de 2022.